# Plafondkoeling
Plafondkoeling, oftewel een klimaatplafond bestaan uit metalen geperforeerde plafondpanelen waarop het klimaatdeel verlijmd wordt. Er liggen in spiraalvorm gebogen metalen buizen of matten van kunststofbuisjes los op standaard metalen plafondplaten. Het geheel wordt afgedekt met in aluminiumfolie gesealde isolatiedekens. Bij een derde type zijn de spiralen of matten in de fabriek aan de platen gehecht of in een sandwichpaneel opgenomen. De inbouwhoogte van koelplafonds is, inclusief aansluitleidingen, 80 tot 150 mm.